# Pontchâteau
Pontchâteau är en kommun i departementet Loire-Atlantique i regionen Pays de la Loire i nordvästra Frankrike. Kommunen ligger i kantonen Pontchâteau som tillhör arrondissementet Saint-Nazaire. År 2022 hade Pontchâteau 11 249 invånare.

## Befolkningsutveckling
Antalet invånare i kommunen Pontchâteau
| Referens: INSEE |